# Cottreaucorys
Cottreaucorys is een geslacht van uitgestorven zee-egels uit de familie Aeropsidae.

## Soorten
- Cottreaucorys sulcatus Nisiyama, 1968 †